# 富士屋酒店
富士屋酒店（日语：／ Fujiya Hoteru */?）是位於日本神奈川縣箱根町宮之下溫泉的一座旅館，由富士屋酒店股份公司經營。該酒店是創業於1878年的老字號酒店，現屬國際興業。

## 概要
富士屋酒店面向國道1號，是箱根的地標之一。現存的本館建築是具有唐破風的和洋折衷木造建築，左右對稱。這座建築被列入日本的登録有形文化財。
富士屋酒店的創業者是山口仙之助。他對富士屋酒店的目標是建成為「以外國人為對象的度假酒店」。因此自創業以來，富士屋酒店就有較高的外國人客人比例，在19世紀末期曾被指定為外國人專用旅館。包括昭和天皇、奧匈帝國王儲弗朗茨·斐迪南大公、泰國國王巴差提朴在內的各國王室成員，以及溫斯頓·邱吉爾、海倫·凱勒、查理·卓別林、约翰·列侬和小野洋子等名人都下榻過富士屋酒店。
在第二次世界大戰末期的1945年，為躲避盟軍空襲，納粹德國、滿洲國、汪精衛政權等軸心國大使館員和武官曾利用富士屋酒店作為宿舍。二戰後的一段時間內，富士屋酒店曾被駐日盟軍總司令接收。

## 設施
富士屋酒店由本館、西洋館、花御殿、森林翼、舊御用邸菊華莊、瀑布翼、食堂棟、甜點店等建築構成。各客房內均有天然溫泉。

## 歷史
富士屋酒店開業於1878年7月15日，其前身是藤屋旅館，由山口仙之助收購改裝。1883年，富士屋酒店因火災被燒毀，但在翌年重建。1891年，富士屋酒店本館竣工。此後在1893年至1912年的這段時間內，富士屋酒店都是外國人專用酒店。
1945年9月，駐日盟軍總司令接收了富士屋酒店。直到1954年，富士屋酒店才恢復一般自由營業。1965年4月20日，昭和天皇下榻富士屋酒店。翌年山口家族將其持股讓渡給國際興業集團，富士屋酒店成為國際興業集團的一部分。2007年11月30日，富士屋酒店的本館、西洋館、食堂棟、花御殿、瀑布室和廚房被列入近代化產業遺產。在2018年4月至2020年7月，為進行耐震補強工程，富士屋酒店暫時休業，並在2020年7月15日再次開張。